# Аромат (физика)
Арома́т, фле́йвор (англ. flavour) — общее название для ряда квантовых чисел, характеризующих тип кварка или лептона.
Существует шесть кварковых ароматов, по числу типов кварков: u, d, s, c, b, t. Аромат кварков сохраняется в сильных и электромагнитных взаимодействиях, но не сохраняется в слабых взаимодействиях.
Для всех именованных ароматов кварков (странность, очарование, прелесть и истинность) правило следующее: значение аромата и электрический заряд кварка имеют одинаковый знак. По этому правилу любой аромат, переносимый заряженным мезоном, имеет тот же знак, что и его заряд.
Лептонные ароматы — другое название для трёх лептонных чисел: электронного, мюонного и тау-лептонного. Суммарное лептонное число, насколько это известно, строго сохраняется, хотя во многих расширениях Стандартной модели предсказывается несохранение лептонного числа. Флейворные (ароматовые) лептонные числа не сохраняются в осцилляциях нейтрино.

## Происхождение термина
Термин «аромат» впервые появился в кварковой модели адронов в 1970 году. Название для набора квантовых чисел, связанных с изоспином, гиперзарядом и странностью, как утверждается, было выдумано по пути с обеда Мюрреем Гелл-Манном и Харальдом Фричем, во время их остановки в кафе Baskin-Robbins в Пасадене с рекламой 31 аромата мороженого.